# Pherocera rupini
Pherocera rupini är en tvåvingeart som beskrevs av Irwin 1983. Pherocera rupini ingår i släktet Pherocera och familjen stilettflugor.
Artens utbredningsområde är Kalifornien. Inga underarter finns listade i Catalogue of Life.